# Edmond de Pressensé
Pour les articles homonymes, voir Pressensé.
Edmond Marcelin Dehault de Pressensé, né le 7 janvier 1824 à Paris et mort dans la même ville le 8 avril 1891, est un pasteur et théologien protestant, et homme politique français.

## Biographie
Edmond de Pressensé fait ses études de théologie à l'Académie de Lausanne, où il suit les cours d'Alexandre Vinet, et dans plusieurs universités allemandes. Il est ordonné pasteur de la chapelle Taitbout en 1847 et il en est le pasteur toute sa vie. Il est l'époux d'Élise de Pressensé, femme de lettres suisse. Leur fils Francis de Pressensé est une personnalité politique, défenseur d'Alfred Dreyfus, compagnon de Jean Jaurès pour la fondation du journal L'Humanité, et membre fondateur de la Ligue des droits de l'homme. Leur fille Émilie (1857-1923) épouse le pasteur et missiologue Alfred Boegner.
Il dirige la Revue chrétienne à partir de 1854. Il est d'orientation « orthodoxe » ou « évangélique » sur le plan théologique et s'affirme comme un de porte-parole de ceux-ci, face aux tenants du protestantisme libéral, notamment dans son ouvrage Jésus-Christ. Son temps, sa vie, son œuvre (1866), qu'il conçoit comme une réponse à la Vie de Jésus publié par Ernest Renan en 1863.
Il soutient en 1876 une thèse doctorale intitulée Le culte chrétien au second et troisième siècle à la faculté de théologie protestante de Montauban, et souhaite devenir professeur à la faculté de théologie protestante de Paris, mais ce projet rencontre l'opposition de Frédéric Lichtenberger, sans doute en raison de l'orientation théologique évangélique de Pressensé.

## Carrière politique
Tout en restant pasteur, Edmond de Pressensé est candidat de l'Union parisienne de la presse, et est élu député de la Seine de (1871-1876). Il ne fait qu'un mandat, puis il est nommé sénateur inamovible en 1883.
Il meurt à Paris en 1891 et est inhumé au cimetière de Châtillon, après une inhumation provisoire au cimetière de Montmartre,,.

## Distinctions
- 1890 : membre de l'Académie des sciences morales et politiques
- 1871 : chevalier de la Légion d'honneur à titre militaire[7].

## Publications
- Conférences sur le christianisme dans son application aux questions sociales, 1849
- Du Catholicisme en France. Prospérité matérielle, décadence morale, 1851
- Le Rédempteur, 1854
- La Famille chrétienne, 1856
- Histoire des trois premiers siècles de l'Église chrétienne, 1re série, Le premier siècle, 2 vol., 1858, (1858-1870)
- Histoire des trois premiers siècles de l'Église chrétienne, 2e série, La grande lutte du christianisme contre le paganisme, 2 vol.,1861
- Histoire des trois premiers siècles de l'Église chrétienne, 3e série, Histoire du dogme, 1869
- Histoire des trois premiers siècles de l'Église chrétienne, 4e série, La vie ecclésiastique et morale des chrétiens aux IIe et IIIe siècles, 1870
- Discours religieux. Première série. L'Église et ses moyens de grâce. Seconde série. L'apôtre Saint Paul, ou Un chrétien des temps primitifs, 1859
- L'Église et la Révolution française, histoire des relations de l'Église et de l'État de 1789 à 1802, 1864
- Le Pays de l'Évangile, notes d'un voyage en Orient, 1864
- Jésus-Christ. Son temps, sa vie son œuvre, 1865
- Études évangéliques. Première série : le Problème de la douleur. Deuxième série : la Voix de l'Église et le cri du cœur chrétien, 1867
- La Vraie liberté, 1869
- Les Réunions publiques de Paris et les élections prochaines, 1869
- Les Leçons du 18 mars, les faits et les idées, 1871
- Le Concile du Vatican, son histoire et ses conséquences politiques et religieuses, 1872
- La Liberté religieuse en Europe depuis 1870, 1874
- Le Culte chrétien au second et au troisième siècle, thèse, 1876
- La Question ecclésiastique en 1877, avec une préface et des notes explicatives. Premier discours : l'Individualisme chrétien et la Réforme. Deuxième discours : l'Individualisme chrétien et la crise du protestantisme français, 1878
- Le concile du Vatican, 1879
- Études contemporaines, 1880
- Les Origines, le problème de la connaissance, le problème cosmologique, le problème anthropologique, l'origine de la morale et de la religion, 1883
- Variétés morales et politiques, 1886 Texte en ligne
- Alexandre Vinet, d'après sa correspondance inédite avec Henri Lutteroth, 1891